# Reichstagspräsident (Weimarer Republik)

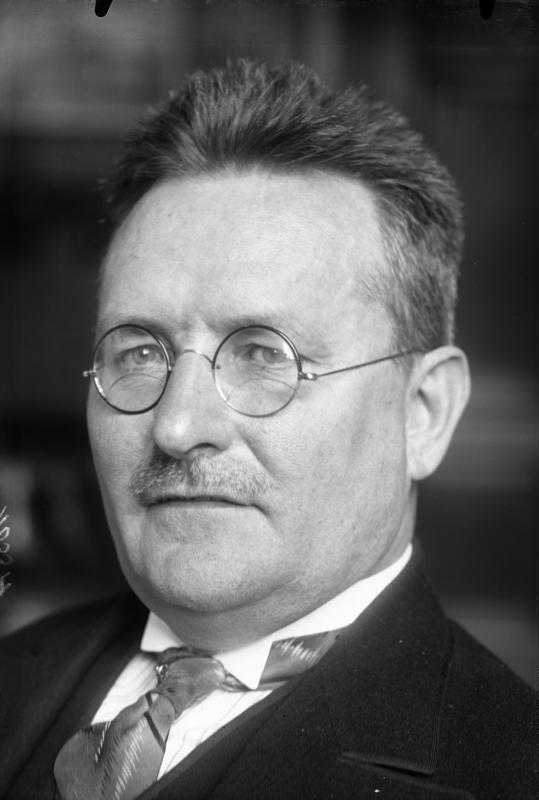
Paul Löbe war mit Unterbrechung elf Jahre Reichstagspräsident.

Der Reichstagspräsident war ein politisches Amt in der Weimarer Republik. Das Amt wurde durch die nach Art. 26 S2 der Weimarer Reichsverfassung beschlossene Geschäftsordnung des Reichstags geschaffen. Gewählt wurde der Präsident auf Vorschlag der größten Fraktion durch die Mitglieder des Hauses. Der Präsident blieb im Amt, bis ein Nachfolger gewählt wurde. Ein Amt mit derselben Bezeichnung gab es schon im Norddeutschen Bund und im Deutschen Kaiserreich.

## Aufgaben
Zu den Aufgaben gehörte die Organisation des Selbstverwaltungsrechts des Reichstags. Auf Verlangen des Reichspräsidenten oder eines Drittels der Abgeordneten hatte der Reichstagspräsident das Plenum einzuberufen. Unterstützt wurde das Amt durch drei Vizepräsidenten, den Schriftführer und den Ältestenrat.

## Amtsträger
| Zeitraum           | Name           | Partei |
| ------------------ | -------------- | ------ |
| 1920 bis 1924      | Paul Löbe      | SPD    |
| 1924 bis 1925      | Max Wallraf    | DNVP   |
| 1925 bis 1932      | Paul Löbe      | SPD    |
| 1932 bis 1933/1945 | Hermann Göring | NSDAP  |

Der Sozialdemokrat Paul Löbe war der erste Reichstagspräsident. Am 25. Juni 1920 wurde er mit 397 von 420 Stimmen erstmals in das Amt gewählt und blieb bis zur Wahl des deutschnationalen Max Wallraf am 28. Mai 1924 im Amt. Wallraf war nur kurz im Amt, bis er am 7. Januar 1925 von seinem Vorgänger Paul Löbe abgelöst wurde. Bei seiner zweiten Wahl bekam Löbe 231 Stimmen. Im August 1932 löste Hermann Göring Paul Löbe ab. Löbe wurde im Dezember 1932 nur noch knapp zum dritten Vize-Präsidenten gewählt (bis 1933).

## Amtssitz
Der Amts- und Wohnsitz war das Reichstagspräsidentenpalais, das an der Ostseite des Reichstagsgebäudes am Ufer der Spree in Berlin liegt. Seit der Weimarer Republik diente das Gebäude auch als Forum für politische Debatten. Das Palais blieb bis zum Ende der Weimarer Republik der Dienstsitz, so dass Göring der letzte dort lebende Parlamentspräsident war.